# جوزيف جاي مكارثي
جوزيف جاي مكارثي (بالإنجليزية: Joseph J. McCarthy)‏ هو ضابط أمريكي، ولد في 10 أغسطس 1911 في شيكاغو في الولايات المتحدة، وتوفي في 15 يونيو 1996 في بالم بيتش في الولايات المتحدة.